# Whirinaki Te Pua-a-Tāne Conservation Park
Der Whirinaki Te Pua-a-Tāne Conservation Park ist ein Naturschutzpark in den Regionen Bay of Plenty und Hawke’s Bay, auf der Nordinsel von Neuseeland. Der Park untersteht dem Department of Conservation.

## Geographie
Der Whirinaki Te Pua-a-Tāne Conservation Park befindet sich südwestlich des Gebiets des Te Urewera, rund 45 km östlich des Lake Taupō und direkt östlich an das Kaingaroa Plateau angrenzend. Der 65.000 Hektar große Park erstreckt sich über eine Länge von ca. 35 km in Nord-Süd-Richtung und weist an seiner breitesten Stelle in Ost-West-Richtung rund 17 km auf. Der Park besteht aus zwei voneinander getrennten, aber naheliegenden Gebieten. Vom größeren Teil getrennt, befindet sich im Norden um den 668 m hohen Tikorangi ein kleineres weiteres Areal des Parks.
In dem Park befinde sich neun speziell geschützte Gebiete, wie Otupaka Ecological Area, Oriuwaka Ecological Area, Tuwatawata Ecological Area, Te Kohu Ecological Area, Tauranga Basin Ecological Area, Te Whāiti-Nui-a-Toi Canyon Specially Protected Area, Tūwatawata Specially Protected Area, Te Whāiti and Whirinaki Forest Sanctuary.

## Geschichte
Das Gebiet des Tals des Whirinaki River und das Gebiet des Te Whāiti Nui-a-Toi waren stets Heimat des Māori-Stamms der Ngāti Whare. So hatte für sie die Schaffung des Conservation Parks eine besondere Bedeutung. Die Abholzung von Teilens des Waldes und die Wiederaufforstung mit exotischen Kiefern von Ende der 1950er bis Anfang der 1980er Jahre führte zu Verlusten der dort heimischen Steineibengewächse und zur Schädigung des Ökosystems des Waldes. In den 1970er Jahren begannen Naturschutzaktivisten für den Erhalt des Waldes zu kämpfen, was dazu führt, dass das Waldgebiet im Jahr 1984 zum Forest Park ausgewiesen wurde, was den Holzeinschlag aber nicht gänzlich stoppen konnte. Erst als der Park 1993 unter dem Conservation Act 1987 unter Schutz gestellt wurde und das Department of Conservation die Verantwortung über den Park übertragen bekam, hörte der Raubbau mit der Natur auf.
Mit der Veröffentlichung der Crown Protected Area Names (Namen der Schutzgebiete im Besitz der neuseeländischen Krone) am 22. Mai 2009 in der New Zealand Gazette wurde der Park schließlich zum Conservation Park hochgestuft.

## Flora und Fauna
Im Gebiet des Whirinaki Te Pua-a-Tāne Conservation Parks sind Waldstücke mit Steineibengewächsen, mit dem Nordinsel-Eisenholz, das unter den Māori Rātā genannt wird und mit Rot- und Silberbuchenbestände zu finden. Des Weiteren wachsen Rimu-Harzeibe, Tōtara, Kahikatea, Mataī, Miro, Māhoe, Kāmahi, Kōtukutuku, Patē und Farnbäume sowie einfachere Farne in dichter Nachbarschaft zusammen und bilden einen für die Gegend typischen Regenwald.
Unter den Tieren sind die Whio, in der deutschen Literatur unter Saumschnabelente zu finden, die Neuseeland-Lappenfledermaus, unter den Māori, Pekapeka genannt, der Kōkako und neben einer Vielzahl anderer Tiere eine Anzahl verschiedener Skinke und Geckos anzutreffen. Die Whirinaki Skink (Oligosoma ‘Whirinaki’) genannte Echse, wurde erst im Jahr 2003 entdeckt, wurde aber bisher noch nicht wissenschaftlich beschrieben.